# 9. Volkspolizei-Kompanie
Die 9. Volkspolizei-Kompanie (kurz 9. Kompanie) war eine geheime Spezialeinheit für Terrorismusbekämpfung der Volkspolizei-Bereitschaft des Ministeriums des Inneren (MdI) der DDR und dem Chef der Bezirksbehörde der Deutschen Volkspolizei (BDVP) Potsdam unterstellt und in einem Neubau auf dem Gelände der ehemaligen Heeresunteroffizierschule der Wehrmacht in Eiche bei Potsdam stationiert. Einsatzbefehle erteilte ausschließlich der Chef des Stabes des MdI Generaloberst Karl-Heinz Wagner. Der Minister für Staatssicherheit konnte diese Einheit anfordern, wobei die Führung beim MdI verblieb.
Mit Bildung der Grenzschutzgruppe 9 (GSG 9) des Bundesgrenzschutz in der Bundesrepublik wurden auch im MdI der DDR Maßnahmen zur Aufstellung solcher Anti-Terror-Einheiten durchgeführt. Die 9. VP-Kompanie  ist nicht identisch mit den „Diensteinheiten IX“ aus Angehörigen der Kriminal- und Schutzpolizei einiger Bezirksbehörden der Deutschen Volkspolizei (DVP).
Verschiedene Fachpublikationen gehen davon aus, dass die 9. Volkspolizei-Kompanie des MdI tatsächlich eine komplett legendierte MfS-Diensteinheit war, so wie das auch bei Teilen der Kriminalpolizei (K) der DVP der Fall war. Das MfS verfügte mit der Arbeitsgruppe des Ministers Aufgabenbereich „S“, später Abteilung XXIII, noch später Hauptabteilung XXII, über eine eigene Antiterroreinheit.

## Auftrag
Die 9. Volkspolizei-Kompanie war spezialisiert auf Terrorismusbekämpfung, Geiselbefreiung und Personenschutz und kam immer dann zum Einsatz, wenn besondere Gefährdungslagen vorlagen, also auch bei der Bekämpfung von Schwerstkriminalität und Amokläufen von psychisch gestörten Tätern.

## Organisation

### Gliederung
Die 9. Kompanie gliederte sich in:
- eine Führungskomponente, bestehend aus:
  - dem Kompaniechef
  - dem Stellvertretenden Kompaniechef
  - dem Stellvertreter für Politische Arbeit
  - dem Innendienstleiter
  - dem Waffenmeister
  - dem Schirrmeister
  - dem Meister für Organisation (Verwalter für Vorschriften u. Ä.)
  - den Zugführern
  - den Gruppenführern
  - dem Kompanietrupp mit:
    - Sicherstellungskräften/Küchentrupp
    - einer Regulierungsgruppe (Straßenverkehrsleitung)
    - drei Schützenpanzerwagen/SPW PSH
    - Nachrichtengruppe mit SPW PSH K2 (Führung) und R-123, UM 2, R 108, UFT und UFS
- den Einheiten
  - zwei Schützenzügen mit je drei Gruppen (Schützen: Unterführer auf Zeit)
  - 3. Zug:
    - einer Scharfschützengruppe
    - einer Pioniergruppe und
    - einer Tauchergruppe
- Außerdem gab es
  - einen Partei-Sekretär (der Kreisleitung der SED des MdI unterstellt)
  - einen FDJ-Sekretär (der Kreisleitung der FDJ des MdI unterstellt)
  - den Abwehroffizier des MfS, der der Hauptabteilung VII („Abwehr“) des MfS direkt unterstellt war (kein Angehöriger der 9. VPK).

### Truppenstärke
Die Truppenstärke betrug 111 Mann:
- 8 Offiziere
- 90 Unterführer, davon 17 Berufsunterführer
- 13 Wachtmeister.

(Quelle: Stellenplan der Einsatzeinheit des MdI, gültig ab 1. November 1980, GVS I 052360)

## Geschichte

### Gründung
Als Legende kursierte unter den Offizieren der Kasernierten Einheiten: „Die 9. Kompanie sei spätestens 1978, annähernd zur gleichen Zeit wie die streng geheime Dienststelle Blumberg, aufgestellt worden. Hierzu wurden einige als Sportlehrer an der Deutschen Hochschule für Körperkultur in Leipzig ausgebildete Offiziere verwendet. Sie waren ursprünglich für den Truppeneinsatz als Offizier für Ertüchtigung in den Volkspolizei-Bereitschaften vorgesehen.“
Tatsächlich erließ der Minister des Innern und Chef der Deutschen Volkspolizei am 1. April 1980 den Befehl Nr. 0056/80 über die Bildung einer Einsatzeinheit des MdI:

„1. (1) Zur Lösung spezieller Aufgaben im Zusammenwirken mit den Kräften der Arbeitsrichtung IX ist eine Einsatzeinheit des MdI auf der Grundlage der bestätigten Strukturdokumente bis zum 30. November 1980 mit Standort Potsdam zu bilden.
(2) Mit der Aufstellung der Einsatzeinheit des MdI ist die 8. Kompanie der Transportpolizei aufzulösen.
(3) Für die Aufstellung der Einsatzeinheit des MdI und die Auflösung der 8. Kompanie der Transportpolizei ist der Chef der BDVP Potsdam verantwortlich.
2. Die Einsatzeinheit des MdI wird dem Chef der BDVP Potsdam unterstellt.
3. Der Einsatz der Einsatzeinheit erfolgt auf der Grundlage vom Minister des Innern und Chef der Deutschen Volkspolizei bestätigter Einsatzgrundsätze.
(…)
7. (1) Die Einsatzausbildung der Einsatzeinheit ist auf der Grundlage eines ihren Einsatzgrundsätzen entsprechenden und durch die Hauptabteilung Bereitschaften zu erarbeitenden Ausbildungsprogramm zu organisieren und ab 1. Dezember 1980 planmäßig durchzuführen.
(…)
10. Die Einsatzbereitschaft der Einsatzeinheit des MdI ist bis zum 30. März 1981 herzustellen.“

Erfahrungen in der Ausbildung von Spezial-Aufklärungskräften lagen mit den durchgeführten „Einzelkämpferkursen“ nach Vorbild der Infanterieschule Hammelburg der Bundeswehr an der Offiziershochschule Dresden vor. Diese einwöchigen Kurse (Überprüfung) liefen ab 1971 jeweils im 3. Studienjahr vor der Verwendungsausbildung. Er lief 1974 letztmals. Die Ausbildung von Spezial-Aufklärungszugführern lief weiter.

### Einsätze
Die Kompanie kam mehrfach zum Einsatz, so z. B. Anfang der 1980er Jahre in Frankfurt (Oder), als sich zwei ausgebrochene Häftlinge bewaffnet in einem Hochhaus verschanzten.
Unter dem Decknamen „Operation Maske“ wurden Mitglieder der Einheit in den Babelsberger Filmstudios als Frauen getarnt. Diese fuhren so tagelang mit dem Fahrrad einsame Straßen ab, auf denen wenige Stunden vorher leicht bewaffnete (Schlagstock, Handschellen und Taschenlampe) Angehörige der Einheit in Büschen und Gräben Stellung bezogen hatten. Ziel war die Dingfestmachung eines mehrfachen Sexualstraftäters. Dieser wurde aber erst später durch normale kriminalistische Arbeit überführt.
Die Einheit sicherte im Dezember 1981 den Besuch von Helmut Schmidt in Güstrow ab. Sie wurde auch für Wachaufgaben mit dem Hintergrund der Verhinderung von Geiselnahmen und Attentaten im Rahmen der Leipziger Messe eingesetzt.
Im Mai 1983 sicherte die Einheit das FDJ-Pfingsttreffen in Potsdam ab. Die Zielstellung war die Verhinderung der Platzierungen von Sprengstoffen in Behältern (z. B. Taschen, Beutel, Koffern). Die Einheit trat dabei teils in Zivil und als FDJ-ler in Erscheinung.
Ein weiterer Einsatz erfolgte am Abend des 12. Dezember 1986 zur Abriegelung und Sicherstellung der Aeroflot-Maschine vom Typ Tu-134, die bei Berlin-Bohnsdorf beim Landeanflug abgestürzt war (Aeroflot-Flug 892).